# Новедрате
Новедра̀те (на италиански: Novedrate; на ломбардски: Novedràa, Новедраа) е малко градче и община в Северна Италия, провинция Комо, регион Ломбардия. Разположено е на 277 m надморска височина. Населението на общината е 2917 души (към 2017 г.).